# Det russiske hus
Det russiske hus (originaltitel: The Russia House) er en roman af John le Carré, der blev udgivet  i 1989.  Titlen hentyder til øgenavnet på den del af British Secret Intelligence Service, der stod for spionage af Sovjet Unionen. En spillefilm baseret på romanen havde premiere i 1990 og havde Sean Connery og Michelle Pfeiffer i hovedrollerne, og blev instrueret af Fred Schepisi.

## Eksterne Henvisninger
- Det russiske hus på Internet Movie Database (engelsk)
- Det russiske hus på Filmdatabasen
- Det russiske hus på Filmstriben
- Det russiske hus på Scope
- Det russiske hus i Svensk Filmdatabas (svensk)
- Det russiske hus på AlloCiné (fransk)
- Det russiske hus på MovieMeter (nederlandsk)
- Det russiske hus på AllMovie (engelsk)
- Det russiske hus hos American Film Institute (engelsk)
- Det russiske hus på Turner Classic Movies (engelsk)

| Bog | Spire Denne artikel om bøger og tidsskrifter er en spire som bør udbygges. Du er velkommen til at hjælpe Wikipedia ved at udvide den. |